# Beer Miklós
Beer Miklós (Budapest, 1943. június 1. –) magyar római katolikus pap, író, a Váci egyházmegye nyugalmazott püspöke.

## Pályafutása
Édesapját kétéves korában elvesztette. Gyermekkora egy részét Zebegényben töltötte, a gimnáziumot Vácott végezte.
Tanulmányait a budapesti Központi Papnevelő Intézetben folytatta. Esztergomban szentelték pappá, 1966. június 19-én. A Hittudományi Akadémián avatták teológiai doktorrá 1967-ben.
Lelkipásztori tevékenységét 1967-től 1969-ig Kőbányán kezdte káplánként, 1969–70-ben Szobon volt káplán, majd 1975-ig Márianosztrán plébános. Itt, a fegyház udvarán álló templomban csak korlátok között működhetett, mivel a falunak a börtönben dolgozó lakói nem, vagy csak nehézségek árán járhattak szentmisére. Ezt követően 21 éven át (1976-tól 1997-ig) Pilismaróton volt plébános. 1988 és 1997 között a dömösi plébánia vezetését is ellátta. 1997-ben Esztergom-Belvárosban lett plébános.
Közben 1979-től teológiai tanárként teljesített szolgálatot az Esztergomi Hittudományi Főiskolán (filozófiát tanított), majd 1999-től 2003-ig rektorként átvette a szeminárium vezetését, jelentősen hozzájárult a szeminárium életének megújulásához.

### Püspöki pályafutása

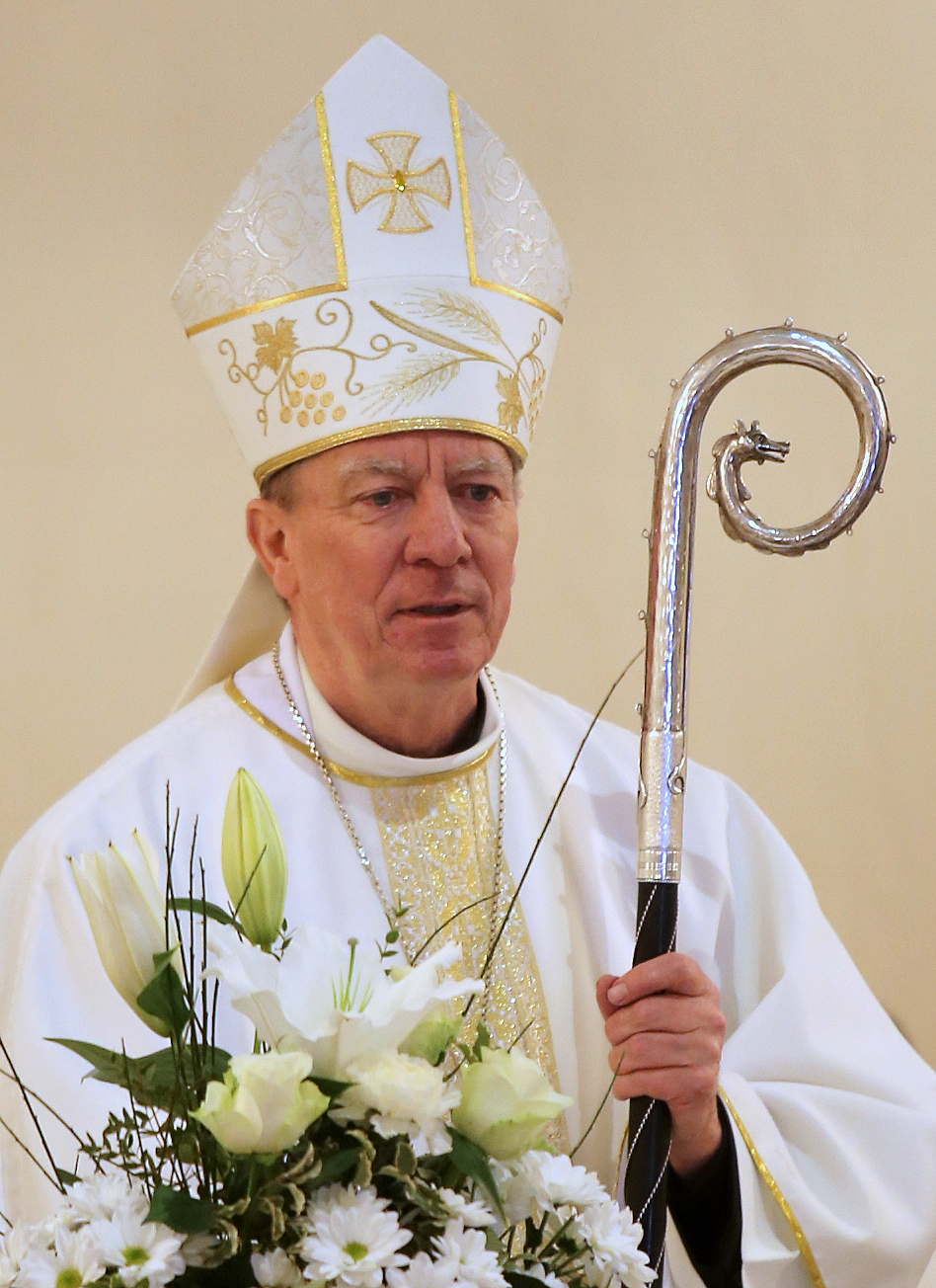
Beer Miklós püspök 2014-ben

2000. április 8-án ceciri címzetes püspökké és az Esztergom-Budapesti főegyházmegye segédpüspökévé nevezték ki.
II. János Pál pápa 2003. május 27-én nevezte ki a Váci egyházmegye megyés püspökévé. Beiktatása 2003. június 20-án történt. Jelmondata: „Permanentes in fide”, azaz „Rendületlenül a hitben”(1Kor).
A papok létszámának csökkenése miatt nagy súlyt fektet az elkötelezett világiak képzésére egyes egyházi szolgálatok ellátására: püspöksége alatt számos világit szentelt állandó diakónussá, illetve avatott akolitussá, lektorrá. Elkötelezett a cserkészet pedagógiája mellett. 2004-től az Országos Magyar Cecília Egyesület elnöke.
2014-ben körlevelet adott ki a cigánypasztorációról.
2018-ban – az egyházi törvényeknek megfelelően 75. életévének betöltése előtt – benyújtotta lemondását Ferenc pápának.
2019. július 12-én nyugállományba vonult.
2025 elején idősotthonba költözött, és visszavonult a nyilvánosságtól.

## Díjai, elismerései
- Szent Cirill és Metód Emlékérem (2013)[15]
- A Magyar Érdemrend középkeresztje (2015)
- Radnóti Miklós antirasszista díj (2017)
- Raoul Wallenberg-díj (2017)
- Hazám-díj (2018)
- Magyar Szabadságért díj (2019)[16]
- Laurus díj (2021)
- Magyar Jótékonysági Díj Nagydíj kategória (2023)

## Művei
- Beer Miklós–Polcz Alaine–Sajgó Szabolcs: Élet, hit, lélek; Éghajlat, Bp., 2007 (Manréza-füzetek)[3]
- Mindenhol pap vagyok. Elmer István beszélgetése Beer Miklós váci megyéspüspökkel; Szent István Társulat, Bp., 2009 (Pásztorok)[3]
- Isten bizalmasa. Beer Miklóssal beszélget Spangel Péter; Kairosz, Bp., 2010 (Miért hiszek?)
- Szeressek ott, ahol gyűlölnek. Beszélgetés Beer Miklós püspökkel; lejegyezte Réti József; Réti József, Kismaros, 2015[17]
- Örömet hozzak, hol gond tanyázik. Beszélgetés Beer Miklós püspökkel, a Szeressetek ott, ahol gyűlölnek című interjúkötet folytatása; lejegyezte Réti József; Réti József, Kismaros, 2016
- Mindig velem. Beszélgetés Beer Miklós püspökkel; lejegyezte: Réti József, 2017[18]
- Most már látom. Beszélgetés Beer Miklós püspökkel; lejegyezte: Réti József, 2018[19]
- Hozzád megyek. Beszélgetés Beer Miklós püspökkel; lejegyezte: Réti József, 2020[20]